# Десансо, Хуан Карлос
Хуан Карлос Десансо (исп. Juan Carlos Desanzo, 19 января 1939, Буэнос-Айрес) — аргентинский кинорежиссёр, сценарист, кинооператор, продюсер.

## Фильмография

### Операторские работы
- 1968: La hora de los hornos (Фернандо Соланас)
- 1971: Crónica de una señora (Рауль де ла Торре)
- 1971: Un guapo del 900 (Лаутаро Муруа)
- 1972: Los hijos de Fierro (Фернандо Соланас)
- 1972: Heroína (Рауль де ла Торре)
- 1973: La revolución (Рауль де ла Торре)
- 1973: Juan Moreira (Леонардо Фавио)
- 1974: La tregua (Серхио Ренан)
- 1975: Los gauchos judíos (Хуан Хосе Хусид)
- 1975: Cacique Bandeira (Эктор Оливера)
- 1976: No toquen a la nena (Хуан Хосе Хусид)
- 1980: El infierno tan temido (Рауль де ла Торре)
- 1982: Los pasajeros del jardín (Алехандро Дорья)
- 1982: Pubis Angelical (Рауль де ла Торре)
- 1993: Funes, un gran amor (Рауль де ла Торре)

### Режиссёрские работы
- 1982: Al filo de la ley
- 1983: El desquite
- 1984: En retirada
- 1985: La búsqueda
- 1992: Al filo de la ley
- 1996: Эва Перон/ Eva Perón (3 премии и 4 номинации на премию Ассоциации кинокритиков Аргентины Серебряный кондор, премия зрительских симпатий на МКФ в Биарритце)
- 1999: La venganza
- 2001: Любовь и страх/ El amor y el espanto (биографический фильм о Борхесе; 6 номинаций на премию Серебряный кондор, премия Гаванского МКФ)
- 2003: Полячок/ El polaquito (9 номинаций на премию и две премии Серебряный кондор, номинация на Большую премию Северной и Южной Америки Монреальского МКФ)
- 2010: Verano amargo